# Lee USA Speedway
Lee USA Speedway est un circuit de course automobile ovale de 3/8 mille (603 m) situé à Lee New Hampshire aux États-Unis.
En opération depuis 1965, il présente une étape du championnat ACT Tour chaque année depuis 2003 (sauf 2007) et des épreuves de la Modified Racing Series depuis la fondation de cette série en 2004. Plusieurs séries s'y sont produites au fil des années, dont PASS North, ISMA Super Modifieds. La course inaugurale de la série PASS North y a été présentée le 20 mai 2001, remportée par Dale Shaw.

## Vainqueurs des courses ACT Tour
- 21 septembre 2003 Patrick Laperle
- 26 septembre 2004 D.J. Kennington
- 8 mai 2005 Chris Michaud
- 18 juillet 2006 Ben Rowe
- 20 avril 2008 Joey Polewarczyk, Jr.
- 19 avril 2009 Brad Leighton
- 11 juin 2010 Miles Chipman
- 17 avril 2011 Brian Hoar
- 15 avril 2012 Brian Hoar
- 14 avril 2013 Jimmy Hebert
- 13 avril 2014 Eddie MacDonald
- 26 avril 2015 Wayne Helliwell, Jr.

## Vainqueurs des courses PASS North
- 20 mai 2001 Dale Shaw
- 21 mai 2004 Tracy Gordon
- 5 septembre 2004 Richie Dearborn
- 30 juin 2007 Mike Rowe
- 14 juillet 2009 Johnny Clark
- 13 juillet 2010 Mike Rowe
- 12 juillet 2011 Gary Smith
- 26 juin 2015 D.J. Shaw